# La Nouvelle Colonie
La Nouvelle Colonie ou la Ligue des femmes est une comédie en trois actes et en prose avec un divertissement de Pierre Carlet de Chamblain de Marivaux, représentée pour la première fois le 18 juin 1729 par les Comédiens italiens à l’hôtel de Bourgogne.
La Nouvelle Colonie n’eut, lors de sa représentation, pas le moindre succès et l’on ne la joua qu’une fois. Marivaux la retira dès le lendemain et ne la fit pas imprimer. Vingt ans plus tard, il la refit pour la lecture seulement, la réduisant à un acte, et la publia sous cette dernière forme dans le Mercure de décembre 1750, ce qui montre combien Marivaux tenait à ce sujet. N’admettant ni la manière humiliante dont on les élevait, ni leur infériorité sociale, Marivaux s’est montré, dans l’ensemble de ses œuvres, très favorable aux femmes, leur donnant, seul, la première place au théâtre jusqu’alors réservée aux hommes. Il a laissé entendre que la frivolité qu’on leur reprochait venait plutôt d’une éducation mal entendue que de la nature. Dans La Nouvelle Colonie, où il dépasse de beaucoup ses contemporains, il a résumé d’une manière fort plaisante les griefs qu’elles pourraient faire valoir contre les hommes, et les a montrées en révolte ouverte contre l’oppression.

## Personnages
- Arthénice, femme noble.
- Madame Sorbin, femme d’artisan.
- Monsieur Sorbin, mari de Madame Sorbin.
- Timagène, homme noble.
- Lina, fille de Madame Sorbin.
- Persinet, jeune homme du peuple, amant de Lina.
- Hermocrate, autre noble.
- Troupe de femmes, tant nobles que du peuple.

## L’intrigue
L’action se passe dans une île fantaisiste de la Grèce ancienne peuplée d’exilés, seigneurs et nobles dames de l’Antiquité, comme Timagène et Arthénice, bourgeois et bourgeoise très modernes, comme M. et Mme Sorbin. La population a chargé un noble, Timagène, et un bourgeois, M. Sorbin, de rédiger les lois de la colonie. Arthénice, aimée de Timagène, et madame Sorbin  trouvent l’occasion favorable pour s’insurger contre la tyrannie masculine et réclament le droit de légiférer elles aussi. Vite Madame Sorbin convoque une assemblée de femmes dans laquelle Arthénice prononce un éloquent discours, résumé des griefs féminins, pour se plaindre de l’abaissement où leur sexe est réduit. Elle fait l’éloge de la beauté des femmes, leur première et incontestable supériorité, puis elle dénonce l’injustice criante où les hommes prennent pour eux tous les droits, toutes les libertés. La femme étant l’égale de l’homme, les deux sexes doivent s’entendre et commander chacun à leur tour sans que l’un d’eux puisse s’attribuer la prépondérance. (Les femmes applaudissent.) L’infériorité aux hommes par rapport à la force et l’intelligence ne tient qu’à la manière dont on les a élevées. Une éducation plus complète leur permettra de prendre le rang qui leur est dû. (Nouveaux applaudissements.) Malheureusement Madame Sorbin compromet tout en engageant ses compagnes à renoncer, comme elle l’a déjà fait elle-même, à la coquetterie. Elle est d’avis que les femmes doivent s’efforcer d’être laides car, si elles sont jolies, on leur fera la cour, et, comme elles sont bonnes, elles retomberont sous le joug. Cette motion soulève bien quelques protestations, mais elle est adoptée. Elle fait vœu d’être laide et demande à ses compagnes à l’imiter. La discorde éclate. Madame Sorbin est une femme du peuple, Arthénice est une dame noble ; le tiers état se plaint : « C’est votre faute, mesdames, je ne voulais ni de cette artisane, ni de cette princesse, mais on ne m’a pas écoutée. » Les hommes arrivés sur ces entrefaites essaient d’apaiser la révolte. Ils tentent en vain de rappeler les femmes à leurs « devoirs », ne trouvant que d’assez pauvres raisons pour défendre leur suprématie. L’éloquence des femmes, au contraire, intarissable, véhémente, les étourdit et les confond. Sur l’ordre de Madame Sorbin, le tambour bat, le manifeste insurrectionnel des femmes est affiché ; les hommes sont vaincus lorsque Timagène s’avise d’un stratagème : « Madame, dit-il à Arthénice, on vient d’apercevoir une foule innombrable de sauvages qui descendent dans la plaine pour nous attaquer. Nous avons déjà assemblé les hommes ; hâtez-vous de votre côté d’assembler les femmes, et commandez-nous aujourd’hui avec Madame Sorbin, pour entrer en exercice des emplois militaires ; voilà des armes que nous vous apportons. » Le bataillon féminin perd alors contenance et Madame Sorbin dit à son mari : « Va te battre, dit-elle à son mari, je vais à notre ménage. »

## Analyse
« Minerve guide
Les sages, les vertueux,
Junon préside
Sur les cœurs ambitieux,
Vénus décide
Du sort des amoureux.
Tout ce qui respire
Vit sous l’empire
D’un sexe si flatteur ».
Par ces subtiles comparaisons, Marivaux arrive à nous faire comprendre une infime part de la psychologie féminine. Sans prendre ouvertement parti pour elles, même s’il leur donne tort par l’exagération de la thèse qu’il leur prête et le dénouement de l’intrigue où il les jette, il espère faire passer, à la faveur de la satire, quelques vérités aux justes plaintes mêlées à leurs griefs imaginaires. Il s’agit donc d’un thème sur la place de la femme dans la société, qui réfute l’idée que seules comptent les lois des hommes et que celles-ci sont en vérité beaucoup plus influentes sur les décisions des hommes que cela pourrait le paraître.

### Sources
- Jean Fleury, Marivaux et le marivaudage, Paris, Plon, 1881, p. 92-3.
- Gustave Larroumet, Marivaux, sa vie et ses œuvres, Paris, Hachette, 1894, p. 252-6.